# Roman Hamrlík
Roman Hamrlík, född 12 april 1974 i Zlín, är en tjeckisk ishockeyspelare som 1992 blev den andra europén någonsin att listas som förste spelare i NHL-draften. Den förste europén att draftas som etta var Mats Sundin 1989.
Hamrlík spelade två säsonger för HC Zlín mellan 1990 och 1992 innan han gjorde sin NHL-debut med Tampa Bay Lightning hösten 1992.
I Tampa Bay gjorde han sin bästa säsong 1995–96 med 16 mål och 49 assist för totalt 65 poäng och fick spela i NHL:s All Star-match. Säsongen 1997–98 spelade han för Edmonton Oilers som han spelade för under tre säsonger. Efter det spelade han fyra säsonger för New York Islanders.
Under strejksäsongen i NHL 2004–05 var han tillbaka hemma i HC Zlín i den tjeckiska ligan för att sedan säsongen efter återvända till NHL och då i Calgary Flames där dock nästan halva säsongen blev förstörd på grund av skador. Från 2007–08 till 2010–11 spelade Hamrlík för Montreal Canadiens. 2011 skrev han på för Washington Capitals.
Roman Hamrlík är lillebror till Martin Hamrlík som spelar i HC Zlín.

## Landslaget
Hamrlík ingick i det tjeckiska landslaget som vann OS-guldet under de Olympiska vinterspelen 1998 i Nagano. Han deltog även i de Olympiska vinterspelen 2002 i Salt Lake City. Han har dessutom ingått i landslagstrupperna till World Cup 1996 samt 2004.